# نورس متفرع الذيل
نورس متفرع الذيل أو نورس سنونوي الذيل (الاسم العلمي: Creagrus furcatus) (بالإنجليزية: Swallow-tailed Gull)‏ هو نوع من الطيور يتبع جنس النورس الخطافي المنقار من الفصيلة النورسية.